# Elizabeth Drew Stoddard
Elizabeth Drew Stoddard née le 6 mai 1823 à Mattapoisett et morte le 1er août 1902, est une poète et romancière américaine.

## Biographie
Elizabeth Drew Stoddard naît le 6 mai 1823 à Mattapoisett dans le Massachusetts. Mattapoisett est un village de pêcheurs sur la rive nord-ouest de la baie Buzzards. Elle est fille de Wilson Barstow, constructeur naval, et de Betsy Drew. Deuxième d'une famille de neuf enfants, elle grandit dans une famille assez aisée, bien que plusieurs des entreprises commerciales de son père aient échoué. 
Elizabeth Barstow étudie pendant deux trimestres (été 1837 et hiver 1840-1841) au Wheaton Female Seminary à Norton dans le Massachusetts. 
Elle voyage en Nouvelle-Angleterre et à New York où, en 1851, à l'âge de vingt-huit ans, elle rencontre Richard Henry Stoddard (en), un poète en herbe. Mariés en 1852, Elizabeth et Richard vivent à New York. L'argent est restreint même si Richard occupe un emploi rémunéré dans un bureau de douane obtenu par Nathaniel Hawthorne, un parent éloigné d'Elizabeth. Elle a trois enfants, dont un seul vit jusqu'à l'âge adulte. Le couple tient sporadiquement un salon pour les artistes, acteurs et écrivains en herbe, membres de ce que les historiens littéraires ont appelé " le cercle de la gentillesse ". Au cours des années 1850, elle commence à publier de la poésie, des esquisses et de la courte fiction dans des revues comme Harper's Monthly et The Atlantic Monthly. Entre 1854 et 1858, elle écrit une chronique bimensuelle pour le San Francisco Daily Alta California. Pleines de commentaires pleins d'esprit, les "lettres" de Stoddard font régulièrement le point sur la scène culturelle new-yorkaise. Ces colonnes révèlent le scepticisme de Stoddard alors qu'elle critique les coutumes acceptées de sa société contemporaine - la religion institutionnalisée, le destin manifeste, la religion établie et le culte de la vraie féminité. Les colonnes de Stoddard se moquent des valeurs du roman sentimental en mettant l'accent sur le renoncement à soi. Elle suit ces près de soixante-quinze pièces d'apprentissage avec les romans Les Morgesons (1862), Deux hommes (1865) et Temple House (1867). Tous les trois sont bien accueillis par les critiques, mais aucun n'obtient de succès financier. Au cours des années 1860, elle publie également le meilleur de ses nouvelles, qui se passe souvent dans son enfance en Nouvelle-Angleterre. Sa dernière grande réalisation fut une collection de contes pour enfants intitulée Lolly Dinks's Doings (1874), un jeu complexe d'incidents et de personnages curieux et particuliers. 
C'est dans l'environnement marin de son enfance que se déroule le décor et les personnages que l'on retrouve dans ses plus belles œuvres.
Sa vie quelque peu appauvrie avec Richard l'oblige à produire des pièces de piratage qui l'amènent à s'interroger sur ses propres capacités artistiques. Écrivant à une époque où la domesticité des femmes est devenue une réalité, Stoddard n'a pas réussi à trouver un public, non seulement à cause de ses romans intensément érotisés, mais aussi à cause de son style narratif oblique. 
Elle meurt le 1er août 1902, d'une longue maladie.